# Foncegrive
Foncegrive ist eine französische Gemeinde mit 128 Einwohnern (Stand: 1. Januar 2022) im Département Côte-d’Or in der Region Bourgogne-Franche-Comté (vor 2016 Bourgogne). Sie gehört zum Arrondissement Dijon und zum Kanton Is-sur-Tille.

## Geographie
Foncegrive liegt rund 32 Kilometer nördlich von Dijon an der Venelle. Nachbargemeinden sind Vernois-lès-Vesvres im Norden, Selongey im Osten und Süden, Marey-sur-Tille im Südwesten und Westen sowie Cussey-les-Forges im Nordwesten.

## Bevölkerung
| Jahr                       | 1962 | 1968 | 1975 | 1982 | 1990 | 1999 | 2006 | 2013 | 2019 |
| Einwohner                  | 102  | 147  | 187  | 160  | 152  | 171  | 156  | 141  | 133  |
| Quellen: Cassini und INSEE |      |      |      |      |      |      |      |      |      |

## Sehenswürdigkeiten

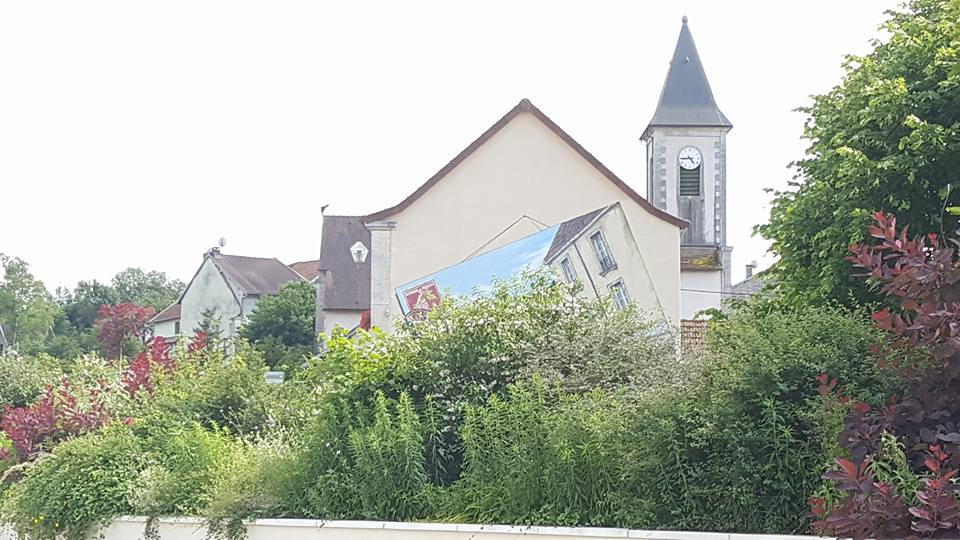
Kirche Saint-Remi

- Kirche Saint-Remi